# Landtag Schwarzburg-Rudolstadt (1912–1919)
Dieser Artikel behandelt den Landtag Schwarzburg-Rudolstadt 1912–1919.

## Landtag
In der Plenarsitzung vom 4. März 1912 wurde der Landtag durch den Staatsminister aufgrund eines Dekretes des Fürsten vom 2. März 1912 aufgelöst. Es mussten daher Neuwahlen stattfinden. Diese Landtagswahl fand am 7. Juni 1912 statt. Die SPD behielt neun Abgeordnete und damit eine absolute Mehrheit. Vier Sitze gingen an nationalliberale und zwei an konservative Kandidaten. Ein Kandidat der Deutschen Fortschrittlichen Volkspartei wurde gewählt.
Aufgrund des Ersten Weltkrieges  kam es durch Gesetze vom 27. März 1915, 19. November 1915, 2. November 1916 und 8. Dezember 1917 zu einer Verlängerung der Wahlperiode. Die letzte Verlängerung lautete auf den 31. März 1919.
Als Abgeordnete wurden gewählt: 
| Name                           | Partei      | Wohnort               | Kurie             | Wahlkreis                        | Anmerkung                                                     |
| ------------------------------ | ----------- | --------------------- | ----------------- | -------------------------------- | ------------------------------------------------------------- |
| Robert Max Bernhard            | NLP         | Rudolstadt            | Höchstbesteuerte  | Landratsamtsbezirk Rudolstadt I  | Ab 10. März 1915 für Flume                                    |
| Friedrich Robert Crone         | DFVP        | Leutenberg            | Allgemeine Wahlen | Leutenberg                       |                                                               |
| Otto Ernst Wilhelm Carl Flume  | NLP         | Keilhau               | Höchstbesteuerte  | Landratsamtsbezirk Rudolstadt I  | Gefallen am 3. Oktober 1914. Nachfolger: Bernhard             |
| Johann Friedrich Frötscher     | SPD         | Könitz                | Allgemeine Wahlen | Königsee I                       |                                                               |
| Robert Ludwig Johannes Gräf    | NLP         | Frankenhausen         | Höchstbesteuerte  | Landratsamtsbezirk Frankenhausen |                                                               |
| Ernst Emil Hartmann            | SPD         | Rudolstadt            | Allgemeine Wahlen | Rudolstadt I                     |                                                               |
| Friedrich Berthold Carl Herold | NLP         | Neuhaus               | Höchstbesteuerte  | Landratsamtsbezirk Königsee      | Mandat am 30. März 1918 niedergelegt. Nachfolger Hertwig      |
| Carl Otto Günther Hertwig      |             | Dörnfeld an der Heide | Höchstbesteuerte  | Landratsamtsbezirk Königsee      | Ab 18. Mai 1918 für Herold                                    |
| Maximilian Kaiser              | SPD         | Sitzendorf            | Allgemeine Wahlen | Katzhütte                        | Mandat am 27. September 1916 niedergelegt. Nachfolger Scholl  |
| Wilhelm Carl Robert Kämmerer   | kons. (BdL) | Ringleben             | Allgemeine Wahlen | Frankenhausen II                 | Ab 13. Februar 1914 für Söhle                                 |
| Hermann Berthold Kirsten       | kons. (BdL) | Zeigerheim            | Allgemeine Wahlen | Blankenburg                      |                                                               |
| Christian Eduard Krauße        | SPD         | Rudolstadt            | Allgemeine Wahlen | Rudolstadt II                    |                                                               |
| August Viktor Krieger          | kons. (BdL) | Großhettstedt         | Höchstbesteuerte  | Landratsamtsbezirk Rudolstadt II | Verstorben am 1. März 1919                                    |
| Karl Friedrich Leder           | SPD         | Frankenhausen         | Allgemeine Wahlen | Frankenhausen I                  |                                                               |
| Hermann Günther Meißner        | NLP         | Stadtilm              | Allgemeine Wahlen | Ilm                              | Definitiv erst am 23. Januar 1913                             |
| Ernst Louis Ali Oswald         | SPD         | Blankenburg           | Allgemeine Wahlen | Königsee II                      | Mandat am 6. Mai 1916 niedergelegt. Nachfolger Otto           |
| Ernst Robert Otto              | SPD         | Rudolstadt            | Allgemeine Wahlen | Königsee II                      | Ab 24. November 1916 für Oswald                               |
| Wilhelm Alwin Rosenbusch       | SPD         | Cursdorf              | Allgemeine Wahlen | Oberweißbach                     |                                                               |
| August Albin Albert Scholl     | SPD         | Königsee              | Allgemeine Wahlen | Katzhütte                        | Ab 3. November 1916 für Kaiser                                |
| Friedrich August Emil Söhle    | SPD         | Frankenhausen         | Allgemeine Wahlen | Frankenhausen II                 | Mandat am 3. November 1913 niedergelegt. Nachfolger: Kämmerer |
| Franz August Wilhelm Winter    | SPD         | Frankenhausen         | Allgemeine Wahlen | Schlotheim                       |                                                               |

Der Landtag wählte unter Alterspräsident Viktor Krieger seinen Vorstand. Landtags-Director (Parlamentspräsident) wurde Franz Winter. Als Stellvertreter wurde Viktor Krieger gewählt.
Der Landtag kam zwischen dem 4. September 1912 und dem 12. März 1919 zu 72 öffentlichen Plenarsitzungen in zwei ordentlichen und neun außerordentlichen Sitzungsperioden zusammen.